# Rebelião da Fredônia

A bandeira da República da Fredônia levava as palavras "Independence Freedom and Justice" ("Independência Liberdade e Justiça") e as assinaturas de dezesseis dos fredonianos.

A Rebelião da Fredônia (21 de dezembro de 1826 – 31 de janeiro de 1827) foi a primeira tentativa de colonos brancos anglos no Texas de se separarem do México.  Os colonos, liderados pelo empresário Haden Edwards, declararam independência do Texas mexicano e criaram a República da Fredônia, próxima a Nacogdoches. A república de curta duração abrangia a terra que o governo mexicano havia garantido a Edwards em 1825 e incluía áreas que haviam sido colonizadas anteriormente. As ações de Edwards logo fizeram os habitantes da região se sentirem isolados e as hostilidades crescentes entre eles e os colonizadores recrutados por Edwards levaram a Victor Blanco do governo mexicano a revogar o contrato de Edwards.
Nos fins de dezembro de 1826, um grupo de apoiadores de Edwards tomou controle da região prendendo e removendo dos cargos públicos diversos oficiais do município afiliados com os residentes estabelecidos. Os apoiadores declaram sua independência do México. Embora a tribo Cherokee nas proximidades tenha assinado um tratado para a apoiar a nova república por causa de um acordo anterior com o governo mexicano negociado pelo cacique Richard Fields que foi ignorado, propostas das autoridades mexicanas e o respeitado empresário Stephen F. Austin convenceram os líderes tribais a repudiar a rebelião. Em 31 de janeiro de 1827, uma força de mais 100 soldados mexicanos e 275 milicianos da colônia de Austin marcharam em Nacogdoches para restaurar a ordem. Hadden Edwards e seu irmão Benjamin fugiram para os Estados Unidos. O cacique Richard Fields foi morto pela sua própria tribo. Um comerciante local foi preso e condenado à morte, mas depois solto em liberdade condicional.
A rebelião levou o presidente mexicano Guadalupe Victoria a aumentar a presença militar na região. Como resultado. diversas tribos hostis na área interromperam suas incursões nos assentamentos e concordaram em um tratado de paz. Os Comanches respeitaram este tratado por muitos anos. Temendo que por meio da rebelião os Estados Unidos esperassem ganhar o controle do Texas, o governo mexicano reduziu severamente a imigração dos Estados Unidos para a região. A nova lei de imigração foi amargamente combatida pelos colonos e causou uma crescente insatisfação com o governo mexicano. Alguns historiadores consideram a Rebelião da Fredônia como o começo da Revolução do Texas. Nas palavras de um historiador, a rebelião foi "prematura, mas acendeu as faíscas para sucesso mais tarde".

## Contexto Histórico
Após ganharem independência em 1821, diversas colônias da Espanha no Novo Mundo uniram-se para criar um novo país, o México. O país se dividiu em vários estados, e a área conhecida como Texas mexicano tornou-se parte do estado fronteiriço Coahuila y Tejas. Para auxiliar a administração da grande área, o estado criou diversos departamentos; todos do Texas foram incluídos no Departamento de Béxar. O departamento foi ainda subdividido em municípios, que foram governados por um alcaide, semelhante ao prefeito dos dias modernos. Um grande porção do Texas Oriental, estendendo-se do Rio Sabine ao Rio Trinity e da Costa do Golfo dos Estados Unidos ao Rio Vermelho do Sul, tornou-se parte do município de Nacogdoches. A maioria dos residentes do município eram famílias hispanófonas que haviam ocupado suas terras por gerações. Um número cada vez maior eram de residentes anglófonos que haviam imigrado ilegalmente durante a Guerra da Independência do México. Muitos dos imigrantes eram aventureiros que chegaram como parte de diversos grupos militares flibusteiros que haviam tentado criar repúblicas independentes dentro do Texas no domínio espanhol.
Para melhor controle da fronteira escassamente povoada da região, em 1824 o governo federal mexicano aprovou a Lei de Colonização Geral para permitir imigração legal dentro do Texas. Sob a lei, cada estado definiria seus próprios requisitos para a imigração. Depois de algum debate, em 24 de março de 1825, Coahuila y Tejas autorizaram um sistema que garantia terras aos empresarios, os quais recrutariam colonos para suas colônias particulares. Além disso, para cada 100 famílias que um empresário fixasse no Texas, elas receberiam 23 000 acres de terra para cultivar e se estabelecerem. Durante as deliberações do governo do estado, muitos empresários pretensos congregaram-se no México para buscar influência em concessões de terra. Entre eles estava Haden Edwards, um especulador americano de terra conhecido por seu temperamento acelerado e sua agressividade. Apesar de sua abrasividade, um contrato de colonização foi concedido a Edwards em 14 de Abril, permitindo a ele estabelecer 800 famílias no Texas Oriental. O contrato continha a linguagem padrão requerendo a Edwards que reconhecesse todos os títulos de terra espanhóis e mexicanos em sua área, a criar uma milícia para proteger os colonos na área, e permitir que o comissário de terras do estado certificasse todas as escrituras concedidas.
A colônia de Edwards envolvia a terra do Rio Navasota a 20 léguas oeste do Rio Sabine e de 20 léguas norte do Golfo do México a 15 léguas norte da cidade de Nacogdoches. O oeste e norte da colônia eram terras controladas por várias tribos nativas que haviam sido recentemente expulsas dos Estados Unidos. A fronteira meridional era uma colônia supervisionada por Stephen F. Austin, o filho do primeiro empresário no Texas. A leste da concessão de Edwards era o antigo Sabine Free State, uma zona neutra, o qual havia ficado essencialmente sem leis por várias décadas. As fronteiras da nova colônia e o município de Nacogdoches parcialmente se sobreporão, levando à incerteza sobre quem tinha jurisdição sobre qual função. A maioria dos colonos estabelecidos moraram fora da fronteira oriental da colônia de Edwards.

## Prelúdio
Edwards chegou em Nacogdoches em agosto de 1825.  Erradamente acreditando que ele tinha autoridade para determinar a validade das reivindicações de terra existentes, Edwards exigiu provas escritas das propriedades em setembro, ou as terras seriam confiscadas e leiloadas. A ação dele foi pelo menos parcialmente conduzida por preconceito; Edwards desprezou aqueles que eram mais pobres ou de uma raça diferente. Removendo os colonos menos prósperos, ele poderia atribuir as terras dele a agricultores ricos, como ele mesmo, da Região Sul dos Estados Unidos.
Pouquíssimos residentes anglófonos possuíam títulos válidos. Aqueles que não haviam chegado como flibusteiros foram enganados por especuladores de terra fraudulentos. A maioria dos proprietários de terras hispanófonos haviam vivido em concessões feitas a suas famílias 70 anos ou mais anteriormente e eram incapazes de produzir qualquer papelada. Antecipando o conflito em potencial entre o novo empresário e os residentes a longo prazo da área, o alcaide em exercício do município, Luis Procela, e o escriturário do município, Jose Antonio Sepulveda, começaram a validar antigos títulos de propriedade espanhóis e mexicanos, uma função legalmente atribuída ao comissários de terras do estado. Em resposta, Edwards acusou os homens de forjarem escrituras, enfurecendo ainda mais os residentes.
Por volta de dezembro de 1825, Edwards havia recrutado 50 famílias para emigrar dos Estados Unidos. Como requirido em seu contrato, Edwards organizou uma milícia local aberta a seus colonos e residentes estabelecidos. Quando os membros da milícia elegeram Sepulveda como seu capitão, Edwards anulou os resultados e proclamou a si mesmo como chefe da milícia. Depois desse desastre, Edwards, agindo fora de sua autoridade, convocou eleições para um novo alcaide. Dois homens foram designados para a posição — o genro de Edwards, Chichester Chaplin, visto como o representante dos imigrantes recém-chegados, e Samuel Norris, um americano que havia se casado com a filha de um residente a longo prazo e foi simpático com os residentes estabelecidos a mais tempo. Depois da vitória de Chaplin, muitos colonos alegaram fraude eleitoral em um apelo a Juan Antonio Saucedo, o chefe político do Departamento de Béxar. Em março, Saucedo invalidou os resultados da eleição e proclamou Norris o vencedor. Edwards se recusou a reconhecer a autoridade de Norris.
Pouco após o governo de Saucedo, Edwards partiu para recrutar mais colonos dos Estados Unidos, deixando seu irmão mais novo, Benjamin, encarregado da colônia. Benjamin não conseguiu manter a estabilidade na colônia, e a situação piorou rapidamente. Um grupo vigilante de colonos antigos incomodou muitos recém-chegados, e Benjamin fez várias queixas às autoridades do estado. Infelizes com seu tom e com a tensão crescente, as autoridades mexicanas revogaram a concessão de terra em outubro e ordenaram os irmãos Edwards a deixar o México. Rumores de que Haden Edwards havia retornado aos Estados Unidos para criar um exército e não apenas para recrutar colonos se espalharam,, provavelmente influenciados pela ação do governo. Relutante em abandonar seu investimento de US$ 50 000 na colônia, Haden Edwards se uniu a seu irmão em Nacogdoches nos fins de outubro, continuando seus negócios apesar do cancelamento de seu contrato de colonização.

## Conflito
Em outubro, Norris afirmou que Edwards havia indevidamente tomado terras de um colono existente para dar a um novo imigrante. Norris desalojou o imigrante, irritando muitos dos colonos. Mais tarde naquele mês, outro novo imigrante foi preso e ordenado que deixasse o país após recusar a compra de uma licença mercantil antes de fazer comércio com tribos indígenas. Em 22 de novembro de 1826, o coronel da milícia local Martin Parmer e outros 39 colonizadores de Edwards entraram em Nacogdoches e prenderam Norris, Sepulveda, e o comandante da pequena guarnição mexicana, acusando-os de opressão e corrupção. Hadden Edwards também foi preso por violar sua ordem de expulsão, mas foi imediatamente solto em liberdade condicional, possivelmente como manobra para encobrir seu próprio envolvimento na trama. Um tribunal corrupto julgou os outros homens culpados, removeu-os de seus cargos, e os baniu de manter qualquer cargo público. A corte se dissolveu após nomear um alcaide temporário. As ações beneficiaram Parmer pessoalmente; várias semanas antes, depois de Parmer matar um homem em uma disputa, Norris havia expedido uma procuração para a prisão de Parmer. Com Norris removido do cargo, a procuração da prisão foi anulada.
Ao longo do outono, Benjamin Edwards havia tentado obter apoio dos colonos de Edwards para uma possível revolta armada contra a autoridade mexicana. Amplamente sem sucesso, ele aproximou-se da tribo Cherokee na vizinhança para auxílio. Várias anos antes, a tribo havia solicitado um título para as terras que eles haviam ocupado no norte do Texas Oriental. O título foi prometido mas nunca dado pelas autoridades mexicanas. Benjamin Edwards ofereceu à tribo um título claro para todo o norte do Texas de Nacogdoches em troca de apoio armado para seus planos.
Em 16 de dezembro, os irmãos Edwards invadiram Nacogdoches com apenas 30 colonos, apoderando-se de um prédio na cidade, o Old Stone Fort. Em 21 de dezembro, eles declararam que a antiga colônia de Edwards seria uma nova república chamada Fredônia. Dentro de horas do anúncio, os fredonianos assinaram um tratado de paz com os Cherokee, representados pelo cacique Richard Fields e John Dunn Hunter. Fields e Hunter afirmaram representar ainda 23 outras tribos e prometeram providenciar 400 guerreiros. Em reconhecimento ao acordo, sobre o Old Stone Fort pairou uma nova bandeira contendo duas listras (uma vermelha, outra branca), representando as duas raças. Inscrito no estandarte estava o lema, "Independence, Liberty, and Justice." ("Independência, Liberdade e Justiça") Hadden Edwards também enviou mensageiros a Lousiana para solicitar ajuda das Forças Armadas dos Estados Unidos, que recusaram intervir. Outro emissário enviado para convidar Stephen F. Austin e seus colonos para se juntarem à rebelião recebeu censura: "Vocês estão se iludindo e essa ilusão arruinará vocês."

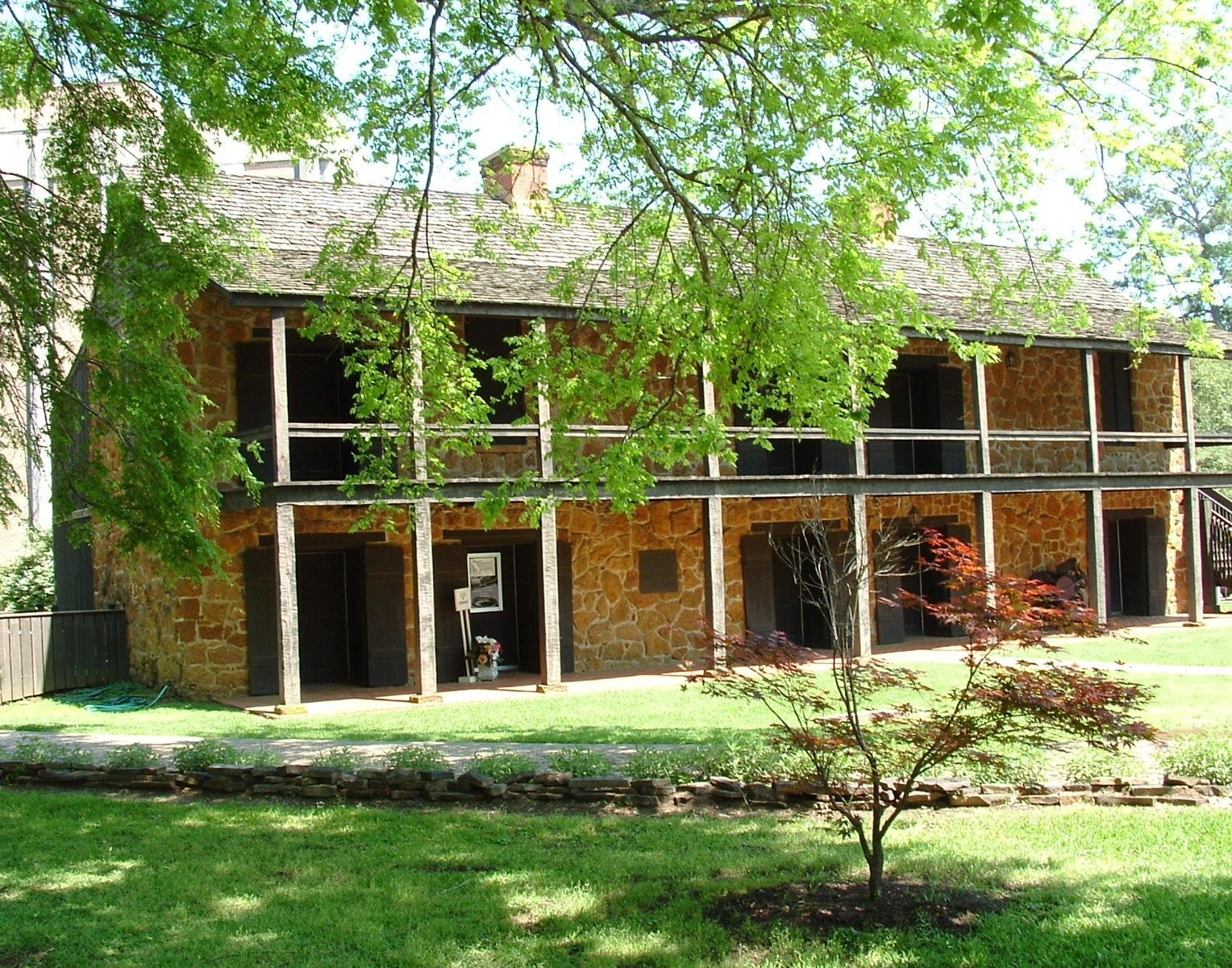
O Old Stone Fort foi tomado durante a Rebelião da Fredônia.

As ações de Edwards perturbaram muitos de seus colonos por causa da lealdade deles ao país adotado ou do medo da aliança de Edwards com os Cherokees. As autoridades mexicanas também estavam preocupadas com a aliança com os Cherokees, e ambos Peter Elis Bean, o agente indigenista mexicano, e Saucedo, o chefe político, iniciaram negociações com Fields. Eles explicaram para os Cherokees que a tribo não havia seguido os procedimentos adequados para obter uma concessão de terras e prometeram que se eles re-solicitassem por meio de canais oficiais, o governo mexicano respeitaria a solicitação de terras. Tais argumentos e uma resposta planejada das forças armadas mexicanas convenceram muitos Cherokees a repudiar o tratado com Edwards.
A partir das noticias da prisão em novembro do alcaide, o governo mexicano iniciou a preparação para revidar. Em 11 de dezembro, o tenente-coronel Mateo Ahumada, o comandante militar do Texas, marchou de San Antonio de Béxar com 110 membros da infantaria e inicialmente parou na colônia de Austin para avaliar a lealdade dos colonos dele. Em 1 de janeiro, Austin anunciou a seus colonos que "loucos enfeitiçados em Nacogdoches declararam independência." Muitos da colônia de Austin imediatamente se voluntariaram para auxiliar a reprimir a rebelião. Quando o exército mexicano partiu para Nacogdoches em 22 de Janeiro, haviam se juntado ao exército 250 milicianos da colônia de Austin.
Impaciente com o tempo de resposta do exército, Norris conduziu 80 homens para retomar o Old Stone Fort. Embora Parmer tivesse menos de 20 apoiadores com ele, seus homens derrotaram as forças de Norris em menos de dez minutos. Em 31 de janeiro, Bean, acompanhado por 70 milicianos da colônia de Austin, entraram em Nacogdoches. No momento, Parmer e Edwards haviam sido informados que os Cherokees haviam abandonado qualquer intenção de fazer guerra contra o México. Quando nem um único guerreiro Cherokee apareceu para reforçar a revolta, Edwards e seus apoiadores fugiram. Bean os perseguiu até o Rio Sabine, mas a maioria, incluindo os irmãos Edwards, atravessaram com segurança para os Estados Unidos. Auhamada e seus soldados, acompanhados pelo chefe político Saucedo, entraram em Nacogdoches em 8 de fevereiro para restaurar a ordem.
Embora os Cherokees não houvessem levantado armas contra o México, seu tratado com os revolucionários fredonianos fez com que as autoridades mexicanas questionassem a lealdade da tribo. Para demonstrar lealdade ao México, o conselho Cherokee ordenou que ambos Fields and Hunter fossem executados. Sob a lei tribal, certos delitos como ajudar um inimigo da tribo eram puníveis por morte. Sentenciando Fields e Hunter à morte por esse motivo, os Cherokees afirmaram que Edwards e seu grupo eram inimigos dos Cherokees. Ambos fugiram mas foram logo capturados e executados. Quando as execuções foram relatadas às autoridades mexicanas em 28 de fevereiro, o comandante-geral das províncias orientais do interior, Anastasio Bustamante, louvaram os Cherokees por sua ação imediata.
Bustamante ofereceu finalmente anistia geral para todos que participaram no conflito exceto para Haden e Benjamin Edwards, Martin Parmer e Adolphus Sterne, um comerciante local que havia fornecido provisões à força rebelde. Assim como os irmãos Edwards, Parmer escapou para Lousiana. Sterne permaneceu e foi condenado à morte por traição mas foi solto em liberdade condicional se ele jurasse fidelidade ao México e nunca mais erguesse armas contra o governo mexicano.

## Consequências

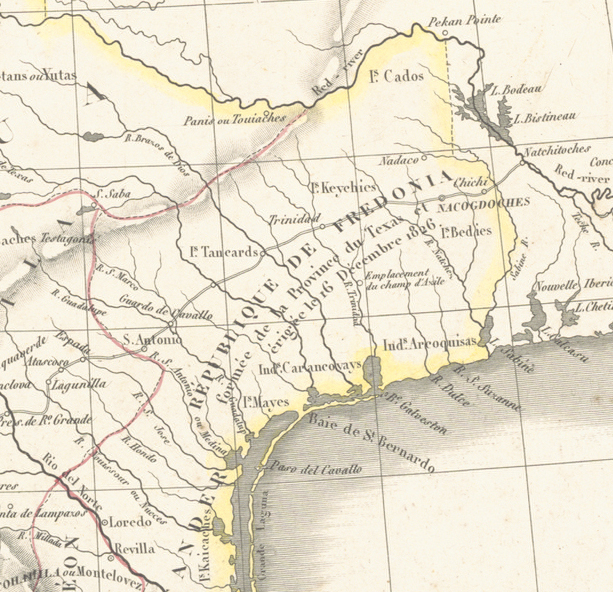
Mapa de República da Fredônia em 1835.

A rebelião alterou a dinâmica entre colonos e tribos locais. Embora os Cherokees tenham repudiado a rebelião, seu apoio inicial fez com que muitos colonos perdessem a confiança na tribo. A rebelião e a resposta subsequente do exército também mudaram os relacionamentos dos colonos com outras tribos. Em anos precedentes, as tribos Tawakoni e Waco, aliadas com vários bandos Comanches, haviam regularmente feito incursões em assentamentos do Texas. Temendo que essas tribos, como os Cherokees, pudessem se aliar com outros contra o controle mexicano, Bustamante começou preparações para atacar e enfraquecer todas as tribos hostis do Texas Oriental. Ao serem informados da invasão iminente, em abril de 1827 os Towakonis e Wacos pediram paz. Em junho, as duas tribos assinaram um tratado de paz com o México, prometendo interromper todas as incursões contra colonos mexicanos. Os Towakonis então auxiliaram seus aliados, os Penateka Comanches, a alcançar um tratado de paz com o México. Quando as tropas de Bustamante deixaram o Texas mais tarde naquele ano, os Towakonis e Wacos retomaram suas incursões. A tribo Comanche apoiou seu tratado por muitos anos e frequentemente ajudou soldados mexicanos a recuperar gado roubado por outras tribos.
A rebelião fracassada também afetou as relações mexicanas com os Estados Unidos. Mesmo antes da revolta, muitos oficiais mexicanos estavam preocupados se os Estados Unidos estavam conspirando em ganhar controle do Texas. Uma vez que a rebelião veio à luz, os oficiais suspeitaram que Edwards era um agente dos Estados Unidos. Para ajudar a proteger a região, um nova e maior guarnição foi estabelecida em Nacogdoches, para ser comandada pelo coronel Jose de las Piedras. Como resultado direto das ações de Edwards, o governo mexicano autorizou uma expedição extensa, conduzido pelo general Manuel de Mier y Terán, para inspecionar os assentamentos do Texas e para recomendar um futuro curso da ação. Os relatórios de Mier y Teran levaram à Lei de 6 de abril de 1830, a qual restringiu severamente a imigração no Texas. Dentro do Texas, as leis foram largamente denunciadas por imigrantes recentes e mexicanos nativos e levaram, por consequência, a um conflito armado entre soldados mexicanos e residentes do Texas.
Alguns historiadores consideram a Rebelião da Fredônia como o começo da Revolução do Texas. O Historiador W. B. Bates observou que a revolta foi "prematura, mas acendeu as faíscas para o sucesso mais tarde". O povo de Nacogdoches desempenhou papéis que contribuíram em outras rebeliões no Texas nos anos seguintes; em 1832, eles expulsaram Piedras e suas tropas de Nacogdoches, e muitos dos residentes de Nacogdoches participaram da Revolução do Texas.

## Cultura Popular
O país imaginário de Freedônia aparece no filme de 1933 dos Irmãos Marx, Duck Soup. Desde então, o nome Freedônia tem sido usado muitas vezes.